# Désiré Hannoye
Désiré Hannoye, né le 3 mai 1800 à Avesnes-sur-Helpe (Nord) et décédé le 25 décembre 1852 dans la même ville est un homme politique français.

## Biographie
Avocat, bâtonnier à Avesnes-sur-Helpe, il est conseiller général et député du Nord de 1848 à 1849, siégeant d'abord à droite, puis évoluant vers la gauche.
Il n'est pas réélu à la Législative, et rentre dans la vie privée.

## Sources
- « Désiré Hannoye », dans Adolphe Robert et Gaston Cougny, Dictionnaire des parlementaires français, Edgar Bourloton, 1889-1891 [détail de l’édition]